# Associazione Calcio Siena 2002-2003
Questa voce raccoglie le informazioni riguardanti l'Associazione Calcio Siena nelle competizioni ufficiali della stagione 2002-2003.

## Stagione
La stagione 2002-2003 per il Siena è stata la stagione nella quale ha ottenuto la storica promozione in Serie A, chiudendo il campionato al primo posto, sul campo ha raccolto 68 punti, ma uno fu detratto per la sconfitta a tavolino contro il Catania (nell'ambito dello scandalo che ha rivoluzionato il campionato cadetto), che ha portato all'allargamento del torneo cadetto a 24 squadre per il prossimo torneo. Appaiati dalla Sampdoria in vetta alla classifica, i bianconeri toscani sono giunti comunque primi avendo ottenuto 4 punti su 6 negli scontri diretti. Allenata dal confermato Giuseppe Papadopulo il Siena ha raccolto 32 punti nel girone di andata e 35 nel girone di ritorno con un percorso regolare. Aiutata dalla vena realizzativa di Simone Tiribocchi, autore di una rete in Coppa Italia e 16 reti in campionato. Solo in Coppa Italia ha dovuto piegare il capo, sempre con la Sampdoria, che ha vinto il primo girone di qualificazione.

## Divise e sponsor
Il fornitore ufficiale di materiale tecnico per la stagione 2002-2003 fu Lotto, mentre lo sponsor di maglia fu Montepaschi Vita.
| Casa | Trasferta |

## Organigramma societario
Area direttiva
- Presidente: Paolo De Luca
- Vicepresidente: Carlo Ceccarelli
- Direttore generale: Stefano Braschi
- Direttore sportivo: Nelso Ricci
- Addetto stampa: Maria Cecilia Tarabochia
- Segretaria: Simona Bova
- Segretario generale: Sandro Maffei
- Segretaria amministrativa: Loretta Bartalini

Area tecnica
- Allenatore: Giuseppe Papadopulo
- Allenatore in seconda e preparatore dei portieri: Rosario Di Vincenzo
- Allenatore «Primavera»: Aldo Sensibile
- Preparatori atletici: Alberto Bartali e Yuri Bartali

Area sanitaria
- Medico sociale: Andrea Causarano
- Massaggiatore: Patrizio Cingottini

## Rosa

Il centrocampista brasiliano Rodrigo Taddei, neoacquisto e tra i protagonisti della prima, storica promozione senese in Serie A.

| N. |                           | Ruolo | Calciatore            |
| -- | ------------------------- | ----- | --------------------- |
| 1  | Italia (bandiera)         | P     | Giuseppe Taglialatela |
| 3  | Italia (bandiera)         | D     | Ruggero Radice        |
| 4  | Italia (bandiera)         | D     | Michele Mignani       |
| 5  | Italia (bandiera)         | C     | Luca Cavallo          |
| 6  | Italia (bandiera)         | C     | Vincenzo Riccio       |
| 7  | Italia (bandiera)         | A     | Christian Scalzo      |
| 8  | Italia (bandiera)         | D     | Stefano Argilli       |
| 9  | Italia (bandiera)         | A     | Simone Tiribocchi     |
| 10 | Brasile (bandiera)        | A     | Pinga                 |
| 11 | Italia (bandiera)         | A     | Stefano Ghirardello   |
| 14 | Italia (bandiera)         | P     | Marco Fortin          |
| 15 | Italia (bandiera)         | D     | Simone Bonomi         |
| 16 | Nigeria (bandiera)        | A     | Mohammed Aliyu Datti  |
| 18 | Nigeria (bandiera)        | C     | Hugo Enyinnaya        |
| 19 | Costa d'Avorio (bandiera) | C     | Ghislain Akassou      |

| N. |                    | Ruolo | Calciatore          |
| -- | ------------------ | ----- | ------------------- |
| 20 | Grecia (bandiera)  | C     | Lampros Vaggelīs    |
| 21 | Italia (bandiera)  | D     | Francesco Carbone   |
| 22 | Italia (bandiera)  | C     | Andrea Ardito       |
| 23 | Italia (bandiera)  | C     | Massimo Brambilla   |
| 24 | Italia (bandiera)  | D     | Alessandro Agostini |
| 26 | Italia (bandiera)  | D     | Luigi Martinelli    |
| 27 | Italia (bandiera)  | D     | Daniele Martinelli  |
| 29 | Italia (bandiera)  | D     | Davide Mandelli     |
| 30 | Italia (bandiera)  | C     | Matteo Berretti     |
| 31 | Italia (bandiera)  | A     | Raffaele Rubino     |
| 35 | Italia (bandiera)  | P     | Andrea Mazzantini   |
| 41 | Italia (bandiera)  | D     | Giuseppe Aquino     |
| 51 | Brasile (bandiera) | C     | Rodrigo Taddei      |
| 83 | Italia (bandiera)  | P     | Simone Farelli      |
| 86 | Italia (bandiera)  | C     | Luca Belingheri     |

## Risultati

### Serie B

#### Girone di andata
| Arbitro: | Bergonzi (Genova) |

|                 |           |  |
| Ghirardello 15’ | Marcatori |  |

| Arbitro: | Cruciani (Pesaro) |

|                    |           |  |
| Maniero 40’ (rig.) | Marcatori |  |

| Siena 28 settembre 2002 3ª giornata | Siena          | 0 – 0 | Vicenza | Stadio Artemio Franchi\| Arbitro: \| Palanca (Roma) \| |
| Arbitro:                            | Palanca (Roma) |       |         |                                                        |

| Arbitro: | Rosetti (Torino) |

|                 |           |  |
| Ghirardello 62’ | Marcatori |  |

| Arbitro: | Bergonzi (Genova) |

|                |           |                |
| Montervino 22’ | Marcatori | 15’ Tiribocchi |

| Arbitro: | Preschern (Mestre) |

|                 |           |               |
| Pinga 7’ (rig.) | Marcatori | 26’ Anaclerio |

| Cosenza 26 ottobre 2002 7ª giornata | Cosenza            | 0 – 0 | Siena | Stadio San Vito\| Arbitro: \| Ayroldi (Molfetta) \| |
| Arbitro:                            | Ayroldi (Molfetta) |       |       |                                                     |

| Arbitro: | Preschern (Mestre) |

|             |           |                       |
| Dionigi 27’ | Marcatori | 68’ Riccio 90’ Rubino |

| Siena 5 novembre 2002 9ª giornata | Siena                | 0 – 0 | Lecce | Stadio Artemio Franchi\| Arbitro: \| Farina (Novi Ligure) \| |
| Arbitro:                          | Farina (Novi Ligure) |       |       |                                                              |

| Arbitro: | Cruciani (Pesaro) |

|                                    |           |                                     |
| Tiribocchi 3’, 23’, 87’ Rubino 71’ | Marcatori | 12’ Possanzini 32’ Monaco 59’ Zeoli |

| Arbitro: | Palmieri (Cosenza) |

|            |           |            |
| Nicola 87’ | Marcatori | 73’ Scalzo |

| Arbitro: | Pellegrino (Barcellona Pozzo di Gotto) |

|                |           |  |
| Tiribocchi 23’ | Marcatori |  |

| Arbitro: | Ayroldi (Molfetta) |

|            |           |                |
| Protti 78’ | Marcatori | 70’ Tiribocchi |

| Siena 8 dicembre 2002 14ª giornata | Siena             | 0 – 0 | Venezia | Stadio Artemio Franchi\| Arbitro: \| Saccani (Mantova) \| |
| Arbitro:                           | Saccani (Mantova) |       |         |                                                           |

| Arbitro: | Brighi (Cesena) |

|              |           |                           |
| Italiano 70’ | Marcatori | 11’ Tiribocchi 90’ Rubino |

| Arbitro: | Trentalange (Torino) |

|                           |           |                |
| Pinga 59’ Ghirardello 71’ | Marcatori | 39’ Carparelli |

| Arbitro: | Pellegrino (Barcellona Pozzo di Gotto) |

|                                |           |               |
| Muntasser 31’ Fava Passaro 45’ | Marcatori | 5’ Tiribocchi |

| Arbitro: | Dattilo (Locri) |

|                                 |           |                        |
| Fontana 18’ (rig.) Barzagli 83’ | Marcatori | 32’ (rig.) Ghirardello |

| Arbitro: | Brighi (Cesena) |

|                         |           |  |
| Tiribocchi 1’, 32’, 46’ | Marcatori |  |

#### Girone di ritorno
| Arbitro: | Dondarini (Finale Emilia) |

|           |           |                |
| Konan 59’ | Marcatori | 84’ Tiribocchi |

| Arbitro: | Castellani (Verona) |

|             |           |  |
| Mignani 50’ | Marcatori |  |

| Messina 9 febbraio 2003 22ª giornata | Messina               | 0 – 0 | Siena | Stadio Giovanni Celeste\| Arbitro: \| Racalbuto (Gallarate) \| |
| Arbitro:                             | Racalbuto (Gallarate) |       |       |                                                                |

| Arbitro: | Cruciani (Pesaro) |

|                                  |           |            |
| Rubino 3’ Ghirardello 32’ (rig.) | Marcatori | 64’ Conteh |

| Arbitro: | Collina (Viareggio) |

|               |           |           |
| Marcolini 40’ | Marcatori | 48’ Pinga |

| Arbitro: | Cassarà (Palermo) |

|                                 |           |                                      |
| M. Esposito 8’ Melis 85’ (rig.) | Marcatori | 3’ Rubino 29’ Cavallo 44’ Tiribocchi |

| Siena 17 marzo 2003 26ª giornata | Siena             | 0 – 0 | Ancona | Stadio Artemio Franchi\| Arbitro: \| Rizzoli (Bologna) \| |
| Arbitro:                         | Rizzoli (Bologna) |       |        |                                                           |

| Bari 23 marzo 2003 27ª giornata | Bari                | 0 – 0 | Siena | Stadio San Nicola\| Arbitro: \| Castellani (Verona) \| |
| Arbitro:                        | Castellani (Verona) |       |       |                                                        |

| Arbitro: | Rizzoli (Bologna) |

|            |           |  |
| Taddei 26’ | Marcatori |  |

| Arbitro: | Treossi (Forlì) |

|                             |           |  |
| Rubino 33’ Pinga 83’ (rig.) | Marcatori |  |

| Arbitro: | Rizzoli (Bologna) |

|            |           |                |
| Grieco 34’ | Marcatori | 18’ Tiribocchi |

| Arbitro: | Trentalange (Torino) |

|  |           |                |
|  | Marcatori | 42’ Borgobello |

| Genova 28 aprile 2003 32ª giornata | Sampdoria          | 0 – 0 | Siena | Stadio Luigi Ferraris\| Arbitro: \| Tombolini (Ancona) \| |
| Arbitro:                           | Tombolini (Ancona) |       |       |                                                           |

| Arbitro: | Dattilo (Locri) |

|                              |           |  |
| Mignani 16’ Pinga 88’ (rig.) | Marcatori |  |

| Arbitro: | Brighi (Cesena) |

|           |           |                                           |
| Rossi 67’ | Marcatori | 2’ (rig.) Pinga 50’ Tiribocchi 61’ Taddei |

| Siena 17 maggio 2003 35ª giornata | Siena              | 0 – 0 | Verona | Stadio Artemio Franchi\| Arbitro: \| Palmieri (Cosenza) \| |
| Arbitro:                          | Palmieri (Cosenza) |       |        |                                                            |

| Arbitro: | Tombolini (Ancona) |

|          |           |                                     |
| Chini 2’ | Marcatori | 28’ Pinga 45’ Taddei 84’ Tiribocchi |

| Arbitro: | Bertini (Arezzo) |

|                                            |           |  |
| Cavallo 49’ Tiribocchi 59’, 86’ Scalzo 90’ | Marcatori |  |

| Arbitro: | Dondarini (Finale Emilia) |

|             |           |            |
| Superbi 80’ | Marcatori | 65’ Rubino |

### Coppa Italia

#### Primo Girone
| Arbitro: | Collina (Viareggio) |

|                                 |           |  |
| Volpi 29’ Flachi 34’ Pedone 76’ | Marcatori |  |

| Arbitro: | De Marco (Chiavari) |

|                |           |              |
| Tiribocchi 49’ | Marcatori | 26’ Citterio |

| Arbitro: | Girardi (San Donà di Piave) |

|           |           |                       |
| Pinga 13’ | Marcatori | 24’ (rig.) Carparelli |

## Statistiche

### Statistiche di squadra
| Competizione | Punti | In casa | In casa | In casa | In casa | In casa | In casa | In trasferta | In trasferta | In trasferta | In trasferta | In trasferta | In trasferta | Totale | Totale | Totale | Totale | Totale | Totale | DR  |
| Competizione | Punti | G       | V       | N       | P       | Gf      | Gs      | G            | V            | N            | P            | Gf           | Gs           | G      | V      | N      | P      | Gf     | Gs     | DR  |
| ------------ | ----- | ------- | ------- | ------- | ------- | ------- | ------- | ------------ | ------------ | ------------ | ------------ | ------------ | ------------ | ------ | ------ | ------ | ------ | ------ | ------ | --- |
| Serie B      | 67    | 19      | 12      | 6       | 1       | 25      | 7       | 19           | 5            | 10           | 4            | 21           | 19           | 38     | 17     | 16     | 5      | 46     | 26     | +20 |
| Coppa Italia |       | 2       | 0       | 2       | 0       | 2       | 2       | 1            | 0            | 0            | 1            | 0            | 3            | 3      | 0      | 2      | 1      | 2      | 5      | -3  |
| Totale       | -     | 21      | 12      | 8       | 1       | 27      | 9       | 20           | 5            | 10           | 5            | 21           | 22           | 41     | 17     | 18     | 6      | 48     | 31     | +17 |

### Statistiche dei giocatori[13]
| Giocatore       | Serie B  | Serie B | Serie B     | Serie B    | Coppa Italia | Coppa Italia | Coppa Italia | Coppa Italia | Totale   | Totale | Totale      | Totale     |
| Giocatore       | Presenze | Reti    | Ammonizioni | Espulsioni | Presenze     | Reti         | Ammonizioni  | Espulsioni   | Presenze | Reti   | Ammonizioni | Espulsioni |
| --------------- | -------- | ------- | ----------- | ---------- | ------------ | ------------ | ------------ | ------------ | -------- | ------ | ----------- | ---------- |
| A. Agostini     | 11       | 0       | ?           | ?          | -            | -            | -            | -            | 11       | 0      | 0+          | 0+         |
| G. Akassou      | 10       | 0       | ?           | ?          | 2            | 0            | ?            | ?            | 12       | 0      | ?           | ?          |
| M. Aliyu Datti  | 4        | 0       | ?           | ?          | 3            | 0            | ?            | ?            | 7        | 0      | ?           | ?          |
| A. Ardito       | 32       | 0       | ?           | ?          | -            | -            | -            | -            | 32       | 0      | 0+          | 0+         |
| S. Argilli      | 6        | 0       | ?           | ?          | -            | -            | -            | -            | 6        | 0      | 0+          | 0+         |
| L. Belingheri   | 3        | 0       | ?           | ?          | 1            | 0            | ?            | ?            | 4        | 0      | ?           | ?          |
| S. Bonomi       | 5        | 0       | ?           | ?          | 1            | 0            | ?            | ?            | 6        | 0      | ?           | ?          |
| M. Brambilla    | 34       | 0       | ?           | ?          | 3            | 0            | ?            | ?            | 37       | 0      | ?           | ?          |
| F. Carbone      | 8        | 0       | ?           | ?          | 2            | 0            | ?            | ?            | 10       | 0      | ?           | ?          |
| L. Cavallo      | 32       | 2       | ?           | ?          | 2            | 0            | ?            | ?            | 34       | 2      | ?           | ?          |
| M. Fortin       | 37       | -23     | ?           | ?          | 3            | -5           | ?            | ?            | 40       | -28    | ?           | ?          |
| S. Ghirardello  | 23       | 6       | ?           | ?          | 1            | 0            | ?            | ?            | 24       | 6      | ?           | ?          |
| D. Mandelli     | 33       | 0       | ?           | ?          | 2            | 0            | ?            | ?            | 35       | 0      | ?           | ?          |
| D. Martinelli   | 12       | 0       | ?           | ?          | 1            | 0            | ?            | ?            | 13       | 0      | ?           | ?          |
| L. Martinelli   | 28       | 0       | ?           | ?          | 2            | 0            | ?            | ?            | 30       | 0      | ?           | ?          |
| M. Mignani      | 37       | 2       | ?           | ?          | 2            | 0            | ?            | ?            | 39       | 2      | ?           | ?          |
| A. Pinga        | 34       | 7       | ?           | ?          | 3            | 1            | ?            | ?            | 37       | 8      | ?           | ?          |
| R. Radice       | 34       | 0       | ?           | ?          | 3            | 0            | ?            | ?            | 37       | 0      | ?           | ?          |
| V. Riccio       | 30       | 1       | ?           | ?          | 3            | 0            | ?            | ?            | 33       | 1      | ?           | ?          |
| R. Rubino       | 28       | 7       | ?           | ?          | 1            | 0            | ?            | ?            | 29       | 7      | ?           | ?          |
| C. Scalzo       | 25       | 2       | ?           | ?          | 3            | 0            | ?            | ?            | 28       | 2      | ?           | ?          |
| R. Taddei       | 26       | 3       | ?           | ?          | -            | -            | -            | -            | 26       | 3      | 0+          | 0+         |
| G. Taglialatela | 1        | -1      | ?           | ?          | -            | -            | -            | -            | 1        | -1     | 0+          | 0+         |
| S. Tiribocchi   | 34       | 16      | ?           | ?          | 3            | 1            | ?            | ?            | 37       | 17     | ?           | ?          |